# Bhandára
Bhandára (maráthsky भंडारा) je město v Maháráštře, jednom ze svazových států Indie. K roku 2011 v ní žilo přes jednadevadesát tisíc obyvatel a jejich hlavní dorozumívací řečí byla maráthština.
Bhandára leží přibližně šedesát kilometrů východně od Nágpuru a je správním střediskem svého okresu.